# هاینریش وبر (بازیکن فوتبال)
هاینریش وبر (انگلیسی: Heinrich Weber; ۲۱ ژوئن ۱۹۰۰ – ۲۲ ژانویهٔ ۱۹۷۷) بازیکن فوتبال اهل آلمان بود.
از باشگاه‌هایی که در آن بازی کرده‌است می‌توان به اشاره کرد.
وی همچنین در تیم ملی فوتبال آلمان بازی کرده‌است.